# Meikou
Meikou (kinesiska: 梅口) är en socken i sydöstra Kina. Den ligger i Taining härad i staden Sanming i provinsen Fujian, omkring 230 kilometer väster om provinshuvudstaden Fuzhou. Antalet invånare är 4149. Befolkningen består av 1 996 kvinnor och 2 153 män. Barn under 15 år utgör 14,0 %, vuxna 15-64 år 74 %, och äldre över 65 år 10,0 %.